# Xã Caledonia, Quận Kent, Michigan
Xã Caledonia (tiếng Anh: Caledonia Township) là một xã thuộc quận Kent, tiểu bang Michigan, Hoa Kỳ. Năm 2010, dân số của xã này là 12.332 người.